# Josefův Důl u Jablonce nad Nisou

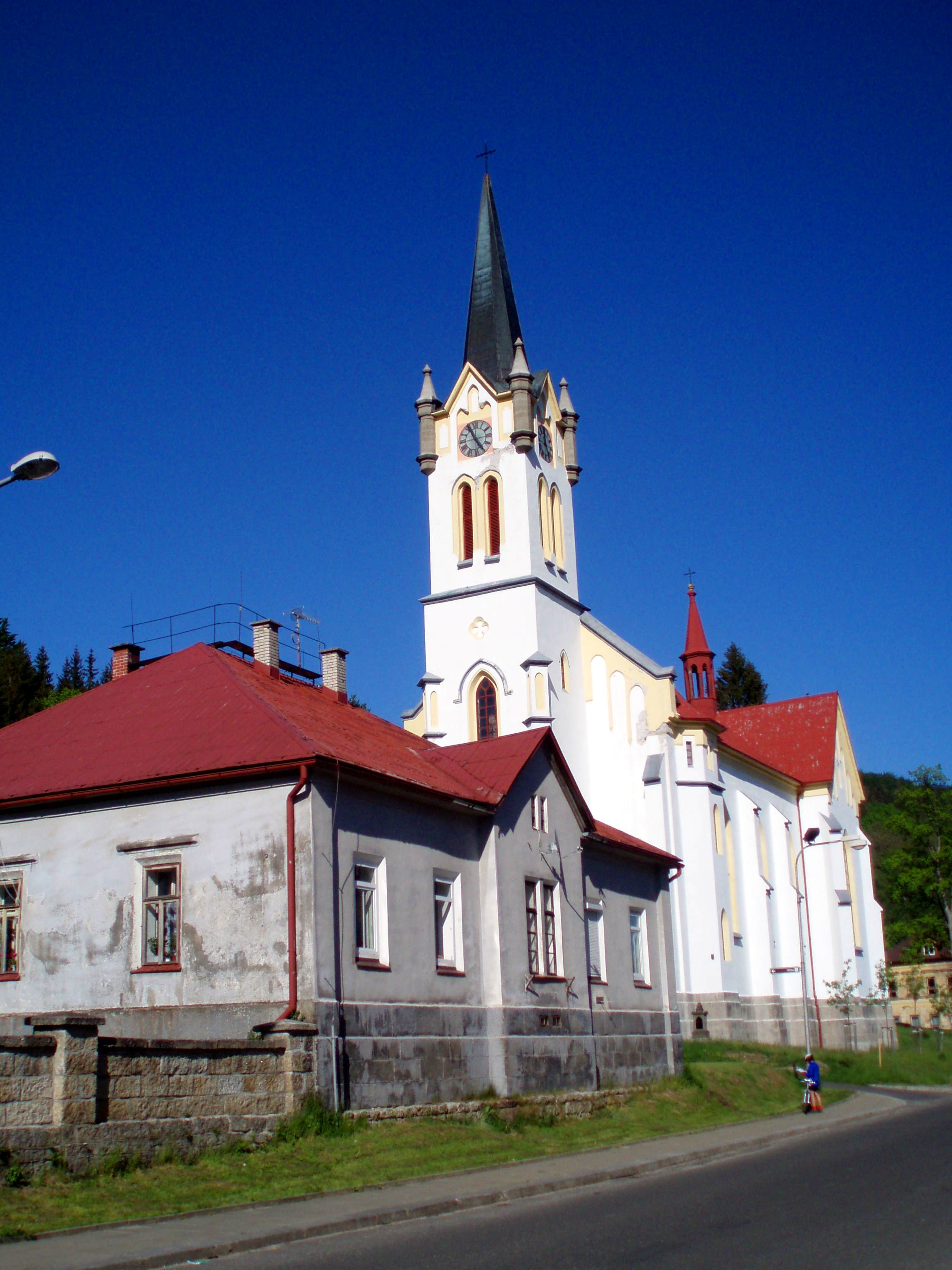
Katholische Kirche

Josefův Důl, früher Josefodol, (deutsch Josefsthal) ist eine Gemeinde  in Tschechien. Sie befindet sich in 625 m ü. M. im Tal der Kamnitz im südöstlichen Teil des Isergebirges. Sie bedeckt eine Fläche von 22 km². 2,5 km oberhalb des Ortes wird die Kamnitz in der Talsperre Josefův Důl gestaut. Die 8 km nordöstlich von Jablonec nad Nisou gelegene Gemeinde gehört dem Okres Jablonec nad Nisou an.

## Geschichte
Ab dem Jahr 1690 besiedelte Fürst Maximilian Des Fours-Walderode die Gegend mit deutschen Einwanderern. 1700 wurde der Ort Karlsberg gegründet, in dem bereits ab 1730 Glas produziert wurde. 1827 wurde Karlsberg in Untermaxdorf, Karlsberg und Josefsthal aufgeteilt, ab der Mitte des 19. Jahrhunderts bildete Josefsthal eine Gemeinde im Gerichtsbezirk Gablonz an der Neiße. Fünfzig Jahre später wurden Untermaxdorf und Antoniwald eingemeindet. Durch das Münchner Abkommen 1938 wurde der Ort an das Deutsche Reich angeschlossen. Wenig später wurde die Gemeinde aufgelöst, Karlsberg wurde zum Teil von Obermaxdorf und aus Antoniwald, Josefsthal und Untermaxdorf eine neue Gemeinde Iserwald gebildet. 1945 kam der Ort an die Tschechoslowakei zurück; nach Ende des Zweiten Weltkriegs (1939–1945) wurden die deutschen Bewohner im Zuge der Vertreibung der Deutschen aus der Tschechoslowakei vertrieben. So ließ sich z. B. die 1853 in Josefsthal gegründete Glasfirma Franz Josef Vater & Co. in Schwäbisch Gmünd nieder.

## Gemeindegliederung
Die Gemeinde Josefův Důl besteht aus den Ortsteilen Antonínov (Antoniwald), Josefův Důl (Josefsthal), Karlov (Karlsberg) und Dolní Maxov (Untermaxdorf), die zugleich auch Katastralbezirke bilden.

## Sehenswürdigkeiten
- Neugotische Kirche aus dem Jahr 1862
- Schloss (Sitz der Fürstenfamilie Des Fours-Walderode)

## Persönlichkeiten
- Gustav Leutelt (1860–1947), Dichter, Schriftsteller
- Robert Preußler (1866–1942), Politiker der Sozialdemokratischen Partei Österreichs und Journalist
- Fidelio F. Finke (1891–1968), Komponist
- Wilhelm Riedel (1832–1876), Maler
- Kurt Nier (* 1927 in Antoniwald), DDR-Politiker und Diplomat
- Anna Fatton-Janoušková (* 1965), Skilangläuferin